# Agrupación Deportiva Cerro de Reyes Badajoz Atlético
Maillots
Le Agrupación Deportiva Cerro de Reyes Badajoz Atlético est un club espagnol de football basé à Badajoz.

## Saisons
- 1 saisons in Segunda División B
- 9 saisons in Tercera División